# Uma Outra Estação
Uma Outra Estação é o oitavo e último álbum de estúdio da banda brasileira de rock Legião Urbana, lançado em 18 de julho de 1997 pela EMI, nove meses após a morte de seu líder, Renato Russo, e o fim das atividades do grupo. 
Foi o segundo álbum de menor vendagem do grupo perdendo apenas para V (1991), mas mesmo assim foi certificado com Disco de Platina duplo pela ABPD, por conta de suas vendas significativas de mais de 250 mil cópias

## Contexto
Em 22 de outubro de 1996, 11 dias após a morte do vocalista, violonista e tecladista Renato Russo, o guitarrista Dado Villa-Lobos, o baterista Marcelo Bonfá e o diretor artístico da EMI Music anunciaram o fim das atividades do grupo que, por contrato, ainda devia três títulos à gravadora.
Em março do ano seguinte, Dado decidiu trabalhar nas canções que sobraram das sessões para o disco anterior, A Tempestade ou O Livro dos Dias. Um total de 28 faixas foram gravadas, mas apenas 15 constaram no disco final. O guitarrista assinou a produção com Tom Capone, que já havia auxiliado a banda na gravação do disco anterior, quando era diretor do AR Estúdios, embora não constasse nos créditos.

## Informações das faixas
A primeira canção, "Riding Song", conta com a participação do ex-baixista Renato Rocha, que integrou o grupo entre 1984 e 1989. Sua letra é formada por apenas dois versos ("Eu já sei o que eu vou ser / Ser quando crescer"), escritos e cantados por Dado. Conta com trechos de uma entrevista da época do álbum Dois, na qual os quatro integrantes (incluindo Rocha) se apresentam.
A canção "La Maison Dieu" é uma crítica aos militares e à tortura praticada durante o regime militar (vigente no país entre 1964 e 1985).
A faixa-título do disco anterior ( A Tempestade ) acabou saindo apenas neste. O álbum traz também algumas canções vetadas anteriormente, como "Clarisse", criada na época do A Tempestade ou O Livro dos Dias e que fala sobre uma garota de 14 anos que se corta com um canivete trancada no banheiro. Ela foi considerada muito pesada na época. Outro exemplo é "Dado Viciado", criada nos primórdios da banda e que retrata a transformação pela qual passa um usuário de heroína, mas que acabou deixada de lado por medo de que as pessoas achassem que seu título se referisse ao guitarrista Dado Villa-Lobos.
A canção que encerra o disco, "Travessia do Eixão", é a única (junto com os instrumentais "Schubert Ländler" e "High Noon (Do Not Forsake Me)") não composta pelos integrantes da Legião Urbana. Além disto, ela conta com a participação do baixista Bi Ribeiro, d'Os Paralamas do Sucesso, que gravou o baixo acústico nela e em "Antes das Seis".
"Schubert Ländler" é uma vinheta instrumental composta por Franz Schubert, tocada por Carlos Trilha, e é a faixa mais curta da banda, com apenas 1 minuto e 9 segundos de duração. Esta versão da música (o solo de piano "Schubert Ländler Piano") foi escolhida por Renato após dúzias de takes de gravação. Carlos foi à Biblioteca Nacional para obter uma partitura e nunca entendeu por que Renato solicitou que ele tocasse a peça.
A faixa "Sagrado Coração", apesar de ter sua letra no encarte, não possui registro da voz de Renato, já que este não resistira até a gravação. Esta música teve a coautoria de Carlos Trilha (que chorou ao ouvir a versão final, sem a voz de Renato) reconhecida pela família de Renato Russo em 2009 após um internauta, fã do cantor, ter enviado a Carlos uma entrevista informal do Renato Russo feita pelo jornalista Marcelo Fróes. Nesta entrevista, Renato Russo afirma que fez esta música junto com Carlos Trilha. Em outubro de 2010, o álbum foi relançado em um box especial e também em LP (vinil). Esta edição traz o encarte modificado e um texto explicativo sobre o assunto. Este texto por produzido pela jornalista Christina Fuscaldo, com ajuda de depoimentos de todos os músicos envolvidos na gravação dos oito discos.
As principais canções do álbum tocadas nas rádios foram "As Flores do Mal", "Antes das Seis" e, em menor grau, "Marcianos Invadem a Terra". Esta última, fruto da fase "Trovador Solitário" de Renato Russo, só havia sido registrada em estúdio em 1993, quando Dinho Ouro Preto lançou seu segundo disco solo, autointitulado.

## Capa e encarte
A capa de Uma Outra Estação traz uma ilustração de Marcelo Bonfá, inspirada por Brasília, a cidade natal da banda.
A primeira página do encarte traz a frase: "Ouça este disco da primeira à última faixa. Esta é a história de nossas vidas". A penúltima traz uma lista de instituições e a mensagem: "Sinta-se bem contribuindo com as seguintes instituições que precisam da sua ajuda". O encarte marca também a volta da frase Urbana Legio Omnia Vincit ("Legião Urbana vence tudo", em latim), que figurou em todos os discos do grupo exceto A Tempestade ou O Livro dos Dias (1996).

## Lista de faixas
Todas as letras escritas por Renato Russo; exceto "Riding Song", escrita por Dado Villa-Lobos. Todas as canções produzidas por Dado Villa-Lobos, Legião Urbana, e Tom Capone.
| N.º            | Título                                         | Compositor(es)                              | Duração |  |
| 1.             | "Riding Song"                                  | Renato Russo Marcelo Bonfá Dado Villa-Lobos | 3:02    |  |
| 2.             | "Uma Outra Estação"                            | Russo Bonfá Villa-Lobos                     | 3:58    |  |
| 3.             | "As Flores do Mal"                             | Russo Bonfá Villa-Lobos                     | 4:32    |  |
| 4.             | "La Maison Dieu"                               | Russo Bonfá Villa-Lobos                     | 6:53    |  |
| 5.             | "Clarisse"                                     | Russo Bonfá Villa-Lobos                     | 10:32   |  |
| 6.             | "Schubert Ländler" (instrumental)              | Schubert                                    | 1:09    |  |
| 7.             | "A Tempestade"                                 | Russo Bonfá Villa-Lobos                     | 4:14    |  |
| 8.             | "High Noon (Do Not Forsake Me)" (instrumental) | Dimitri Tiomkin Ned Washington              | 1:29    |  |
| 9.             | "Comédia Romântica"                            | Russo Bonfá Villa-Lobos                     | 2:55    |  |
| 10.            | "Dado Viciado"                                 | Russo                                       | 2:32    |  |
| 11.            | "Marcianos Invadem a Terra"                    | Russo                                       | 2:36    |  |
| 12.            | "Antes das Seis"                               | Russo Villa-Lobos                           | 3:10    |  |
| 13.            | "Mariane"                                      | Russo                                       | 3:15    |  |
| 14.            | "Sagrado Coração" (instrumental)               | Russo                                       | 6:29    |  |
| 15.            | "Travessia do Eixão"                           | Nonato Veras Nicolas Behr                   | 3:36    |  |
| Duração total: | Duração total:                                 | Duração total:                              | 60:22   |  |

Notas
- "Riding Song" contém apresentações dos membros da banda, gravadas em fita cassete, retiradas de entrevista do álbum Dois (1986).
- "High Noon (Do Not Forsake Me)" é a música tema do filme Matar ou Morrer (1952).
- O personagem de "Dado Viciado" não tem referência alguma a Dado Villa-Lobos.
- "Sagrado Coração" possui letra, composta por Renato Russo, entretanto não há registro da voz de Renato interpretando-a.

## Créditos
Todo o processo de elaboração de Uma Outra Estação atribui os seguintes créditos:
Estúdios
| - AR (Rio de Janeiro): gravação, mixagem (96/97) - EMI (Rio de Janeiro): gravação (1986) - Corações Perfeitos Edições Musicais Ltda. (Rio de Janeiro): edição, arranjo, adaptação | - BMG Arabella/EMI (Rio de Janeiro): edição - Mel Ed. Musicais Ltda. (Rio de Janeiro): edição - Sterling Sound (Nova Iorque, EUA): masterização |

Vocais
| - Renato Russo: vocais principais, vocais de apoio - Marcelo Bonfá: vocais de apoio - Dado Villa-Lobos: vocais de apoio - Reginaldo Ferreira: coro - Mauro Manzoli: coro - Rodrigo Vidal: coro | - Tom Capone: coro - Marcio Mello: coro - Shilon: coro - Luciana Romero: coro - André Rafael: coro - Kico Povos: coro |

Instrumentação
| - Renato Russo: contrabaixo, violão, teclado - Marcelo Bonfá: bateria, ocarina, pandeiro - Dado Villa-Lobos: guitarra, violão, contrabaixo, craviola, gaita, dobro com slide, bandolim, percussão | - Renato Rocha: contrabaixo - Carlos Trilha: teclado, piano acústico, órgão Hammond - Tom Capone: violão, guitarra, slide guitar, percussão - Bi Ribeiro: contrabaixo, contrabaixo acústico |

Produção
| - Renato Russo: composição, produção - Marcelo Bonfá: composição, produção - Dado Villa-Lobos: composição, produção - Tom Capone: coprodução, engenharia de gravação, mixagem - Rafael Borges: coordenação executiva - João Augusto: direção artística | - Reginaldo Ferreira: assistente de produção - Marcelo Sabóia: engenharia de gravação, mixagem - Rodrigo Vidal: engenharia de gravação - Fabiano França: engenharia de gravação, assistente de gravação - Amaro Moço: engenharia de gravação | - Luciano Tarta: assistente de gravação - Duda Mello: assistente de gravação - Victor A. F.: assistente de gravação - George Marino: masterização - Fábio Henriques: pro Tools - Mauro Manzoli: pro Tools |

Visuais e imagem
- Barrão: projeto gráfico
- Fernanda Villa-Lobos: projeto gráfico
- Marcelo Bonfá: ilustrações
- Flávio Colker: fotos

## Vendas e certificações
| País                       | Certificação | Vendas   |
| -------------------------- | ------------ | -------- |
| Brasil (Pro-Música Brasil) | Platina      | 300.000+ |